# Brachistosternus barrigai
Espèce
Brachistosternus paposo est une espèce de scorpions de la famille des Bothriuridae.

## Distribution
Cette espèce est endémique de la région d'Antofagasta au Chili. Elle se rencontre vers Paposo.

## Description
Le mâle holotype mesure 43,63 mm et la femelle paratype 45,69 mm.

## Étymologie
Cette espèce est nommée en l'honneur de Juan Enrique Barriga Tuñón.

## Publication originale
- Ojanguren Affilastro & Pizarro-Araya, 2014 : Two new scorpion species from Paposo, in the Coastal desert of Taltal, Chile (Scorpiones, Bothriuridae, Brachistosternus). Zootaxa, no 3785(3), p. 400-418.